# کوکی شیموساکا
کوکی شیموساکا (انگلیسی: Koki Shimosaka؛ زادهٔ ۲۵ سپتامبر ۱۹۹۳) بازیکن فوتبال اهل ژاپن است.